# Xung đột Lahad Datu 2013
Cuộc đụng độ tại Lahad Datu năm 2013 khơi dậy sau khi 235 chiến binh, một phần trong số này được võ trang, đi bằng thuyền đặt chân lên Lahad Datu, Sabah, Malaysia từ đảo Simunul, Tawi-Tawi thuộc miền nam Philippines ngày 11 tháng 2 năm 2013. Nhóm này, tự nhận là "Lực lượng An Ninh Hoàng Gia của Hồi Quốc Sulu và Bắc Borneo", được đưa bởi Jamalul Kiram III, một trong các bên tranh chấp cho ngai vàng của vương quốc Hồi giáo Sulu. Kiram tuyên bố rằng mục tiêu của họ là để khẳng định tuyên bố lãnh thổ chưa được giải quyết của Philippines ở phía đông Sabah (trước đây là Bắc Borneo). Các lực lượng an ninh Malaysia bao vây làng Tanduo ở Lahad Datu nơi nhóm nổi dậy tụ tập và sau nhiều tuần đàm phán và thời hạn bị đổ vỡ cho những người xâm nhập phải rút lui, lực lượng an ninh tiến vào và di dời các chiến binh Sulu.

## Bối cảnh
Khu vực này trước là nơi do tiểu vương Sulu cai quản và thường có các cuộc xâm nhập bất hợp pháp của các nhóm võ trang từ Philippines sang tìm nơi ẩn náu khi bị chính quyền Manila săn lùng.

## Diễn biến
Ngày 11 tháng 2 năm 2013, Agbimuddin Kiram và ít nhất 101 phò tá đặt chân lên làng Tanduo, gần Tungku thuộc huyện duyên hải Lahad Datu, Sabah từ đảo lân cận Simunul, Tawi-Tawi thuộc phía nam Philippines. Khoảng tám mươi người rời bỏ 15 căn nhà ở Tanduo.
Ngày 14 tháng Hai, lực lượng an ninh Malaysia bao vây nhóm võ trang người Philippines. Trong khu vực hẻo lánh trên đảo Borneo, nhóm này đòi được quyền ở lại Malaysia. Có từ 80 đến 100 người võ trang hùng hậu bị lực lượng an ninh bao vây.
Tư lệnh cảnh sát quốc gia Malaysia, Ismail Omar, nói rằng những người tự nhận họ phò tá cho một "hậu duệ" của Tiểu Vương Sulu và đòi phải được công nhận là "Quân Đội Hoàng Gia Tiểu Vương Quốc Sulu."
Cuộc thương thảo để nhóm người này ra khỏi khu vực được tiến hành.